# Gèse
La gèse (an latin gaesum), est une lance utilisée par les Gaulois sous l'Empire romain. 

## Description
Cette lance se composait d'un manche en bois de 130 cm de long sur lequel une longue pointe de fer d'environ 70 cm était placée. Cette pointe de fer était censée empêcher l'ennemi de couper la lance avec une épée. La large lame elle-même mesurait environ 20 cm de long. Son maniement était ainsi assez difficile. 

## Histoire
Elle est originaire de Gaule ou de Macédoine.
Au début du Ve siècle avant J.C, les Romains l'adoptent aussi pour leurs troupes légères. Elle ne semble plus usitée sur les champs de bataille vers 100 après J.C.